# Фюрер
Фю́рер (нім. Führer Німецька: [ˈfyːʁɐ] ( прослухати), «провідник»; пишеться Fuehrer, коли умлаут недоступний) — слово, що має однозначний переклад з німецької мови і означає «вождь».
У комуністичній пропаганді різними мовами в СРСР не перекладалось і вживалося з метою підкреслити негативний, зневажливий відтінок у ставленні до особи.
Як правило, використовується щодо вождя і голови уряду (нім. Führer und Reichskanzler) Німеччини Адольфа Гітлера, що офіційно носив цей титул. У Третьому райху слово «фюрер» було складовою частиною назв різних звань і посад (наприклад, штурмбанфюрер, групенфюрер і т. інш.).
Вживається щодо керівників держав з певними політичними режимами.
У наш час може вживатися (часто іронічно) стосовно голів різних екстремістських організацій. Слово «фюрер» також входить до складу складних слів, що позначають посади в комерційних організаціях (наприклад, нім. Geschäftsführer — комерційний директор).
Також слово фюрер використовується в перекладах (зокрема, в українському) аніме і манги «Сталевий алхімік» (Кінг Бредлі, глава держави) і офіційно в аніме і манзі «Saber Marionette J» (Фауст, глава держави).

## Історія
Коли 87-літній президент Німеччини Пауль фон Гінденбург був вже у стані агонії, уряд Німеччини прийняв 1 серпня 1934 року «Закон про верховного голову німецького райху» (нім. «Gesetzes über das Staatsoberhaupt des Deutschen Reiches» vom 1. August 1934) про об'єднання посад президента країни та канцлера (голови уряду) і передачу повноважень президента діючому канцлеру Адольфу Гітлеру:

| 1. Посада президента імперії об'єднується із посадою райхсканцлера. Внаслідок цього встановлені до цього часу повноваження президента райху переходять до вождя і райхсканцлера — Адольфа Гітлера. Він призначає свого замісника. 2. Цей закон набуває сили від моменту смерті президента райху фон Гінденбурга.[3] Оригінальний текст (нім.) Gesetz über das Staatsoberhaupt des Deutschen Reichs. Vom 1. August 1934. Die Reichsregierung hat das folgende Gesetz beschlossen, das hiermit verkündet wird: § 1 Das Amt des Reichspräsidenten wird mit dem des Reichskanzlers vereinigt. Infolgedessen gehen die bisherigen Befugnisse des Reichspräsidenten auf den Führer und Reichskanzler Adolf Hitler über. Er bestimmt seinen Stellvertreter. § 2 Dieses Gesetz tritt mit Wirkung vom Zeitpunkt des Ablebens des Reichspräsidenten von Hindenburg in Kraft. Berlin, den 1. August 1934. Der Reichskanzler Adolf Hitler[4] |
На думку деяких дослідників ця дія мала неконституційний характер, бо, згідно із законом від 17 грудня 1932 року, функції президента до обрання нового шляхом загальних виборів мав виконувати голова Верховного суду.
19 серпня на референдумі німецькі виборці схвалили закон про об'єднання посад президента і райхсканцлера, що практично означало державний переворот. Із 45,2 млн виборців (99 % взяли участь у голосуванні) 38,1 млн (89,9 %) підтримали А. Гітлера і лише 4,2 млн. (близько 9 %) голосували проти.
Згідно із законом, нова посада фюрер і райхсканцлер (нім. Führer und Reichskanzler) об'єднала посади президента і канцлера, зробивши Гітлера одноосібним правителем Німеччини.
За часів правління націонал-соціалістичної партії широко пропагувався і був запроваджений у державному будівництві «фюрерпринцип» — «принцип вождизму» (від Führer—вождь) (нім. Führerprinzip), одним з найвідоміших гасел якої був «Один народ, одна держава, один вождь» (нім. Ein Volk, ein Reich, ein Führer).

## Сучасне використання
Сильні асоціації з нацизмом привели до того, що в сучасній Німеччині слово «фюрер» мало вживається в первинному сенсі («вождь», «лідер»). Проте воно є складовою частиною багатьох слів. Наприклад: Lokführer (машиніст), Spielführer (капітан команди), Führerschein (посвідчення водія), Parteiführer (партійний лідер, керівник) і т. д.
У підручниках з німецької мови, якими користувалися у навчальних закладах Радянського Союзу Леніна називали «фюрером світового пролетаріату» (нім. Lenin - der Führer des Weltproletariats), а також «фюрером петербурзьких марксистів» нім. Lenin war der Führer der Petersburger Marxisten.